# Hamburger Flugzeugbau HFB 320 Hansajet
Pour les articles homonymes, voir HFB.
Dimensions
Le HFB 320 Hansa Jet réalisé par Hamburger Flugzeugbau est un biréacteur d'affaires a ailes médianes ouest-allemand. Son premier vol a eu lieu le 21 avril 1964. 

## Caractéristiques
Il se distingue par son empennage en T et ses moteurs fixés latéralement à l'arrière du fuselage. 

Il se distingue surtout par ses ailes en flèche négative de 15° (vers l'avant), la position reculée de l'emplanture des ailes permettant d'agrandir  l'espace de cabine prévu pour les passagers. Le Hansa Jet reprenait ainsi une disposition déjà développée chez Junkers sur le Junkers Ju 287. Des réservoirs auxiliaires sont fixés à l'extrémité des ailes.

## Historique

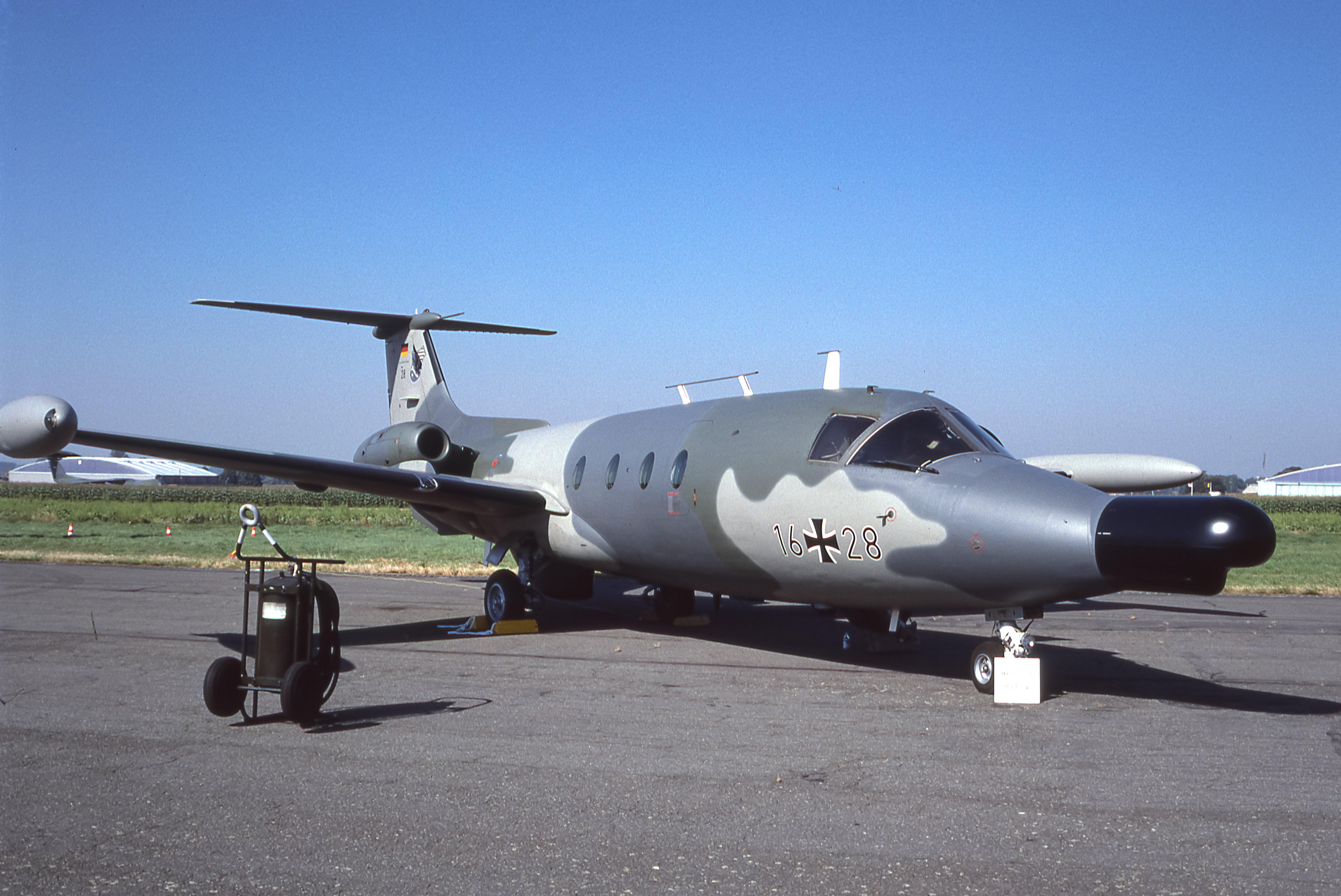
Un appareil modifié pour la guerre électronique sur la base aérienne de Chièvres en 1991.

En 1969 l'usine Hamburger Flugzeugbau fusionna avec Messerschmitt-Bölkow-Blohm (MBB). Les tentatives de commercialisation du HFB 320 furent un échec. Seuls deux prototypes et 45 appareils de série furent construits. La Bundeswehr en acheta 16 qui furent modifiés[réf. nécessaire], certains servant au transport de personnalités au sein de la Flugbereitschaft de la Luftwaffe, l'équivalent de l'ancien GLAM français, huit à la formation et l'entraînement aux contre-mesures électroniques (ECM) dans la 3e escadrille de l'escadre de chasseurs-bombardiers JaBoG 32 (Jagdbombergeschwader) stationné à Lechfeld (équipés d'un radôme allongé aplati dessous, ils furent surnommés Nasenbär / nasique voir photos dans liens).
Le dernier appareil militaire retiré du service le 24 juin 1994 est aujourd'hui exposée au musée aéronautique de Berlin-Gatow.